# Alan Lee
Alan Lee, född 20 augusti 1947, är en engelsk illustratör, konstnär och filmdesigner. Han har illustrerat flera fantasyböcker så som specialutgåvan av Ringarnas herre. 1993 vann han Kate Greenaway Medal för illustrationerna i Black Ships Before Troy och 1998 vann han Best Artist Award på World Fantasy Awards.
Lee och John Howe var de ledande konstnärerna att utforma världen i Peter Jacksons filmatiseringar av Härskarringen och Hobbiten. Han illustrerade många av scenariona i filmen, som till exempel hela Vattnadal, inklusive vapnen och objekt åt skådespelarna, och många av scenerna i Gondor. Lee har också arbetat som central designer i filmerna Legend, Erik Viking och King Kong, samt miniserien Merlin.